# Abakusz
Ez az oldal a számolóeszközről szól. Az építészeti motívumhoz lásd a Fejlemez című szócikket.

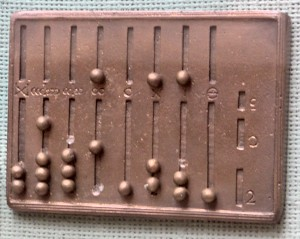
Rekonstruált római kori abakusz (RGZ Museum, Mainz)

Az abakusz a történészek szerint az első számolóeszköz, ősi formáit szinte minden ókori kultúrában megtalálták. Általában néhány vékony rudat/pálcát tartalmaz, amelyek mindegyikén meghatározott számú, esetleg különböző színű, csúsztatható korong vagy golyó található. Ezek segítségével végzi el a kezelő az összeadás, a kivonás műveletét. (szorzás és osztás elvégzésére csak bonyolult szabályokkal alkalmazható.) A 20. században megjelenő elektronikus számológépek némileg kiszorították a mindennapos használatból, de sok helyen még mindig népszerű.

## Változatai
A latin abacus szó és származékai több európai nép nyelvében megtalálhatók: pl. abaco (spanyol), abaque (francia), abak (ukrán), Abakus (német) stb. A nyelvészek szerint a „sík felület”, „deszka”, „tábla” jelentésű görög abax (ἄβαξ) és abakon (ἄβακος) mellett a sémi ābāq (por, kavics) és a berber abaq (mag) lehet az eredete. A világ más részein helyi nevét használják: számvető (magyar), szcsoti (счёты – orosz), szuan-pan (kínai), szoroban (japán), csuphan (koreai), ban tuan, illetve bàn tính (vietnámi), kölba (török), choreb (örmény)[forrás?] stb. Ez mutatja, hogy sok helyen „felfedezték” vagy átvéve intenzíven használták. A valószínűleg egymástól függetlenül feltalált eszközök között eltérések vannak, sőt egyes területeken időnként változtattak a felépítésén. Az is kimutatható, hogy nemzetközi kapcsolatok során átvételek is történtek.

## Története
A kisebb tárgyak (kavicsok, magvak, kagylók, zsetonok stb.) számolásra való használata kézenfekvő. Afrika piacain nem ritka, hogy az adás-vétel elszámolásakor a porba rajzolt vonalak hálózatát és apró tárgyakat használnak. A provizórikus eszközt a letelepült felhasználók szívesen állandósítják, s ez az abakusz előképeinél is így történhetett. Ismerünk olyan átmeneti formákat, ahol a rudakat árkok helyettesítik és ebben mozgatják a kavicsokat, golyókat, korongokat. A középkori Európában a számoló-asztalra rajzolt vonalak helyettesítették a rudakat és lapos korongokat, zsetonokat mozgattak. Az európai forma őse még az írott történelem előtti időkben, valószínűleg Kis-Ázsiában született és az ókorban, valamint a középkorban intenzíven használták a keresztény és a muszlim országokban egészen a hindi–arab számok elterjedéséig. Európában a 18. századi kereskedők körében egy időre ismét divatba jött. A 20. században a Szovjetunió államaiban, a Közel- és a Távol-Keleten még a pénztárgépek mellett is szerepet kapott. Az USA kínai üzleteiben is találkozhatunk vele.
Van olyan vélemény, hogy az ősforrás Kína, amit az támaszt alá, hogy a kínai és a japán modell hasonló felépítésű és a használatuk módja is egyező. Más álláspont szerint, amit az etimológia is igazol, az Egyiptomi Birodalmat is megelőzően a Szaharát benépesítő berberek voltak a feltalálók. Ezt a feltételezést a 20 000 évesre datált Ishango-csont  is alátámasztja.

### Mezopotámia
Az i. e. 2700–2300 években a területet birtokló sumerektől származó agyagtáblák bizonysága szerint már használták az abakusz korai változatát, melyen a hatvanas számrendszer szerinti beosztás volt. Alkalmazása az őket követő Babilonban folytatódott, de a régészeti elemzés szerint csupán az összeadásra és a kivonásra használták.

### Egyiptom
A nagy geográfus-utazó görög Hérodotosz (i. e. 484-425) beszámol arról, hogy az „egyiptomiak jobbról balra, míg a görögök balról jobbra mozgatják a köveket számolás közben”. I. e. 2000 körülről származó régészeti leletek között több, különféle anyagból készült, kisebb-nagyobb korongot találtak, melyek valószínűleg a számolótáblák tartozékai lehettek.

### Perzsia
A perzsa birodalomban i. e. 600 körül kezdték a valószínűleg Indiából, Mezopotámiából vagy a terjeszkedő Római birodalomból átvett abakuszokat használni.

### Görögország és a diaszpóra
A görög–római kultúra dokumentumaiból tudjuk, hogy az abakusz használatát több szerző – Hérodotosz (i. e. 484–425), Demósztenész (i. e. 384–322) – is ajánlotta.
Archeológiai leletként került elő 1851-ben a Dáriusz vázája néven regisztrált 120 cm-es amfora, amelynek díszítésén látható egy alak, aki az abakuszt használja. Egy Szalamisz szigetén 1846-ban előkerült, i. e. 300 körülinek becsült, valószínűleg Babilonban készült, 149 cm×75 cm-es márványtáblán a pálcákat helyettesítő (helyi érték-) vonalakon kívül néhány korabeli pénzérmére hivatkozó leírás is látható. A görög–föníciai abakusz egy vonalazott deszka volt, amelyen a fából, fémből, kőből készült korongokat mozgatták. Ezt a modellt használták a Római birodalomban, majd annak bukása után Európában szinte a francia forradalomig.

### Róma
A rómaiak ránk maradt számolótáblái csiszolt kőlapok, márványtáblák voltak, amelyeken kavicsokkal (calculi) számoltak. Innen erednek a latin calculus (számolás), calculare (számolni) stb. szavak, amelyeknek a módosulatai a modern európai nyelvekben is megtalálhatók. Később a görög korongok, zsetonok használatára tértek át. A helyi értékek a római számírást követve az {\displaystyle I,V,X,L,C,D,M} egységeknek feleltek meg. Horatius (i. e. 65–8) beszámol a rómaiak által írásra használt viasztábláról, amelyet számolásra is használtak. Itt a lágy viaszba rajzolták az írópálcával (stilus) a helyi értékek vonalait és a korongokat. Az ábrán egy hordozható, fémből készült abakusz rekonstrukciója látható.

### Európa
A 13. századra az abakuszt az asztalra rajzolt vonalakból álló táblázat váltotta fel. Előzőleg voltak kísérletek a régi forma modernizálására, de nem váltak be. Elsőként a római filozófus Boethius (i. e. 480-524) geometriakönyvét kell említeni. Ebben egy teljes fejezet szólt az új abakuszról, ahol a zsetonokon az I-IX számok könnyítették (volna) a kezelést. A másik javaslatot Gerbert d'Aurillac (945–1003) tette, aki a Boethius-féle modell továbbfejlesztését és ennek használatát írta le 1001-ben kiadott művében.
Az európai kultúrtörténet egyik fontos emléke Leonardo de Pisa Fibonacci (1170–1250) könyve a Liber Abaci (1202 és 1228), ami a hindi-arab számokkal való számolás aritmetikáját helyezi az abakusz technikájával szembe. A galéria első képén látható fametszet a mitikus Arithmeticát ábrázolja, amint az arab számokat használó Boethius és az abakuszon dolgozó Püthagorasz számolási versenyét szemléli (Gregor Reisch: Margarita Philosophica, 1503).
A helyi értékes számírás térhódítása ellenére helyenként, így Bretagneban, tovább (ismét?) használták a számoló-asztalt, amelynek kezelését Robert Recorde (1510–1558) részletesen magyarázza The Grounf of Artes című, 1542-ben megjelent könyvében. A 19. sz. elejére azonban az abakusz – legalábbis Európa nagyobbik felén – kiment a használatból és az emlékezetből is. Napóleon 1812-es téli hadjáratáról visszatérő katonák (Poncelet) az Oroszországban még mindig használatban lévő abakuszokat (szcsotikat) hoztak magukkal egzotikus trófeaként.

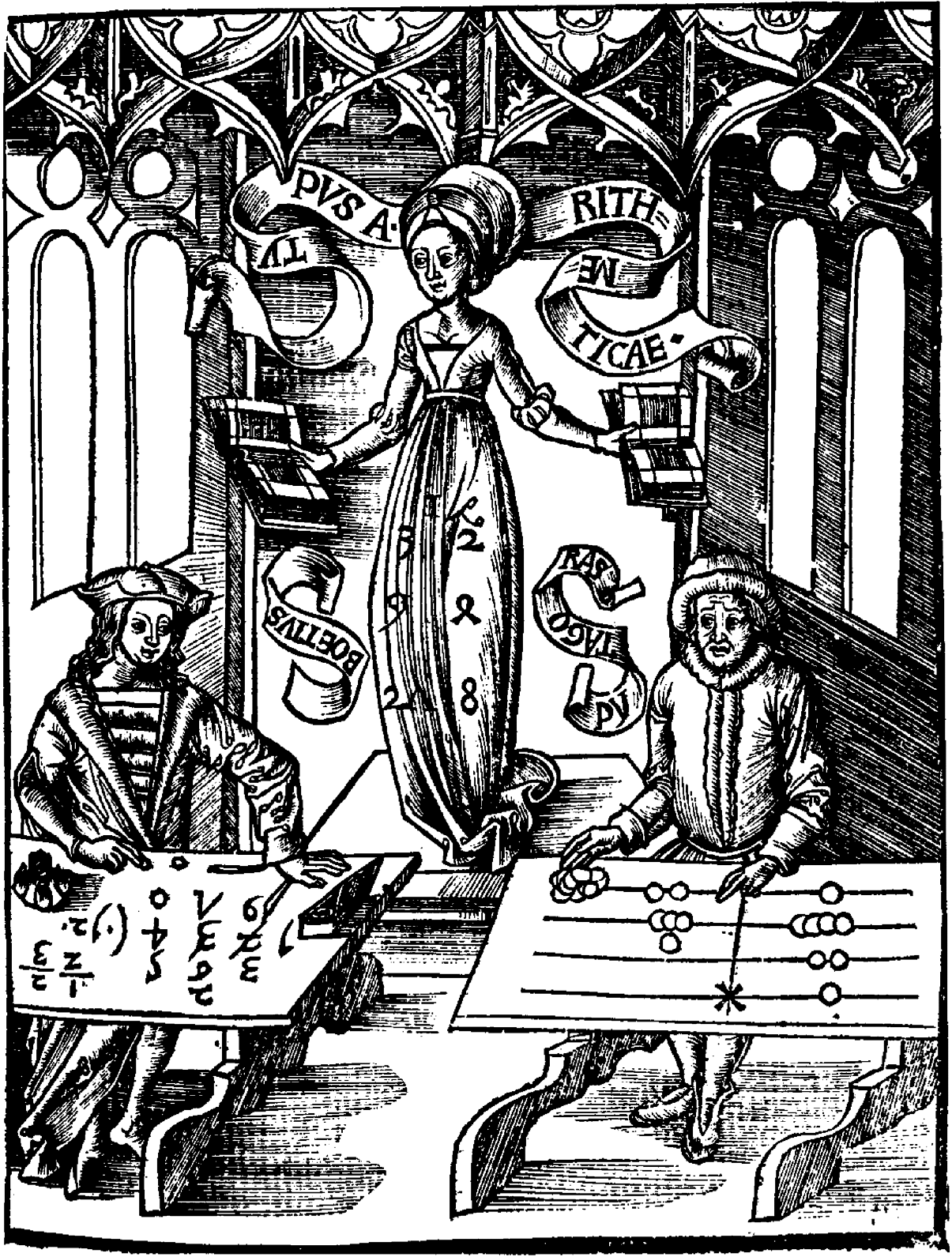
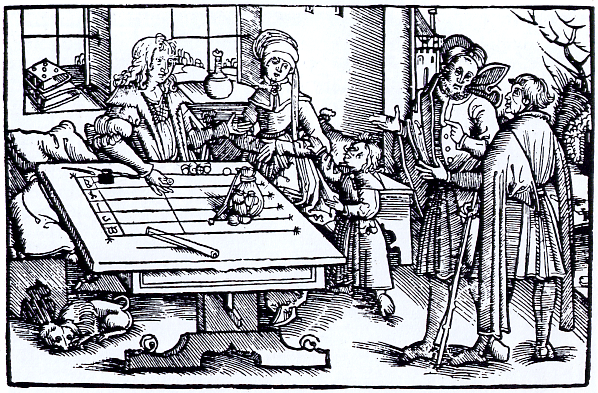
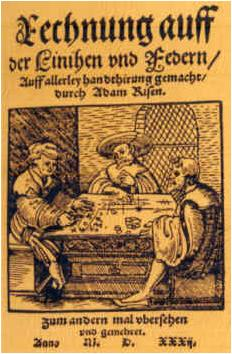
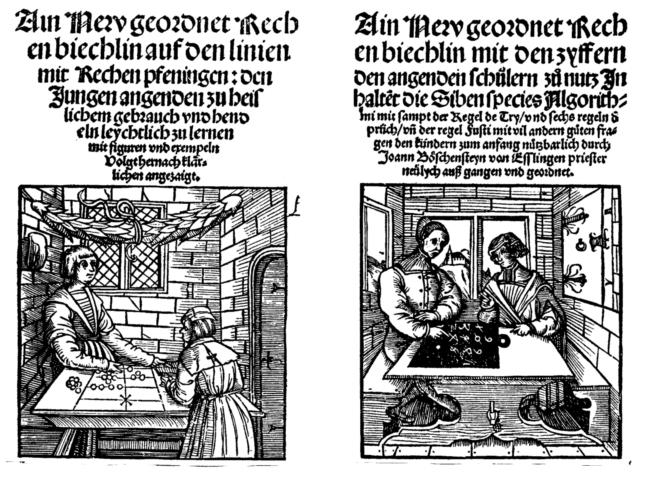
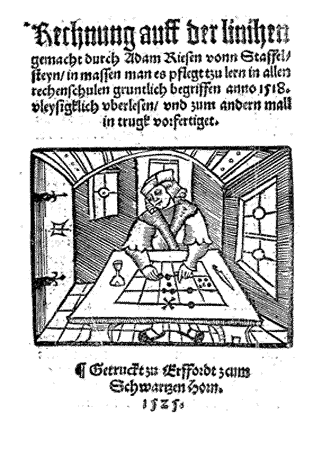
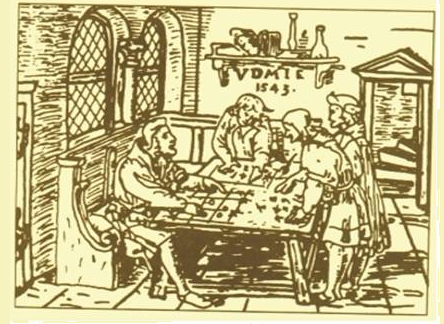
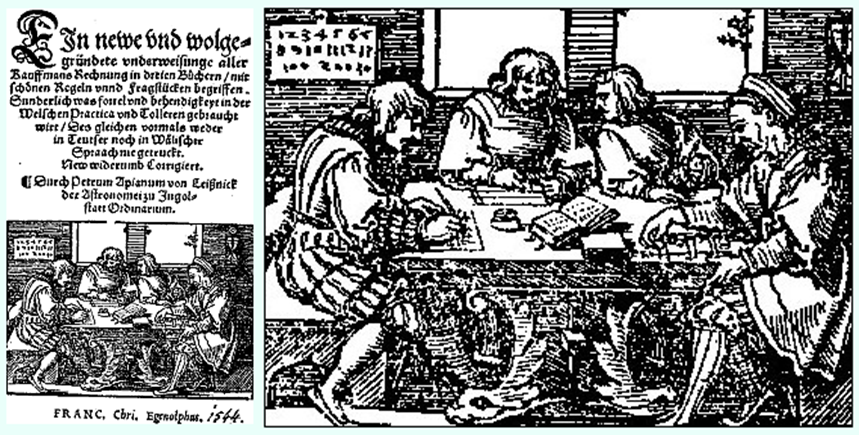
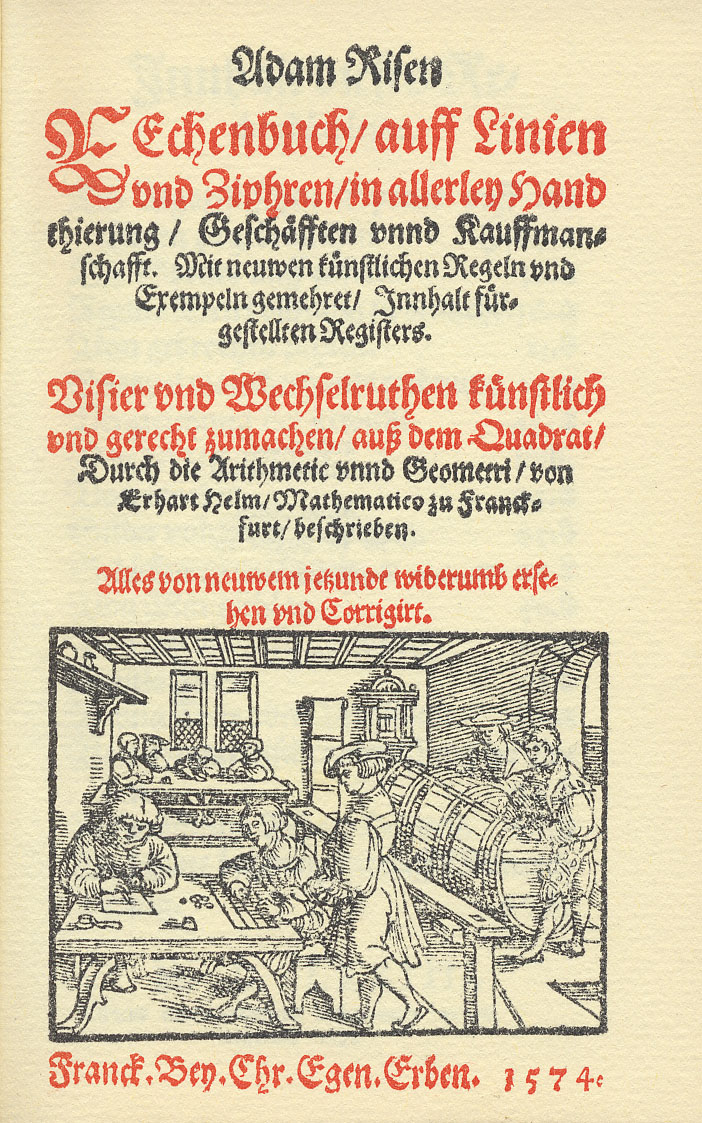
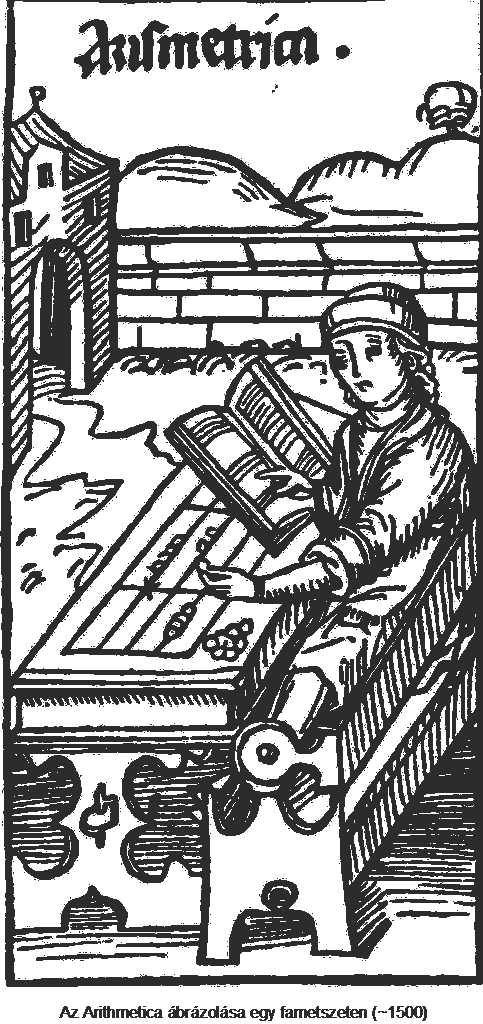
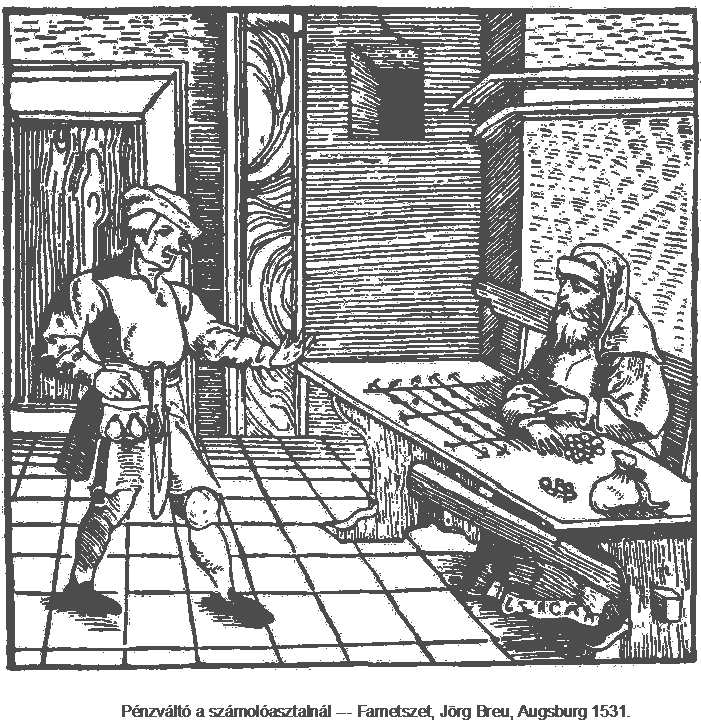
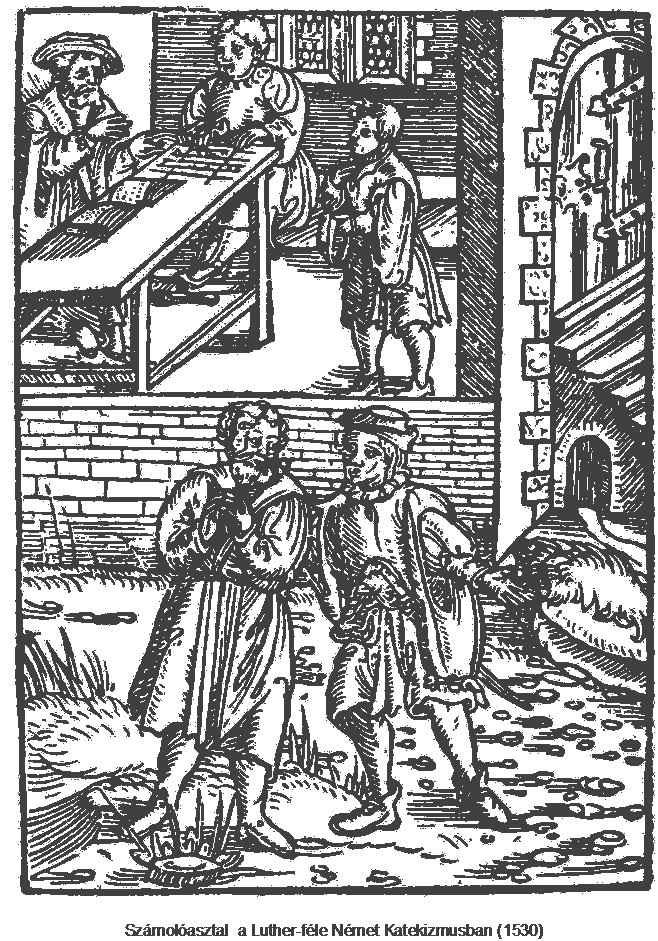
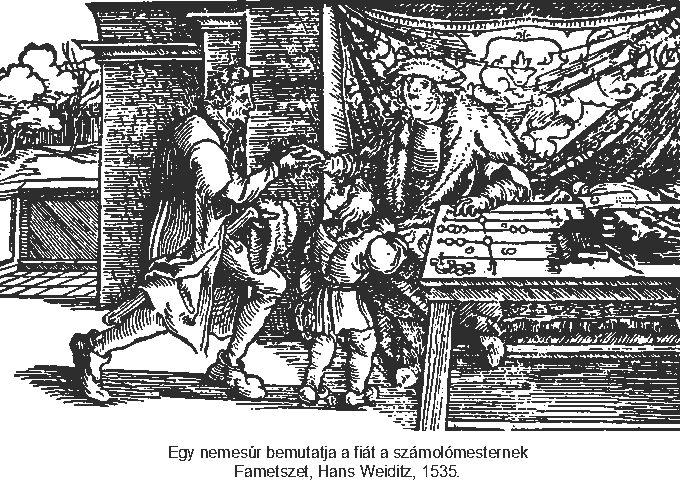

### Ázsia

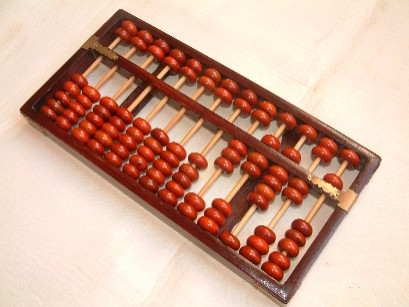
Kínai szuan-pan

A kínai számolótábla első írásos emléke az i. e. 14. századból származik.
A legrégibb régészeti lelet egy kerámiából készült darab az i. e. 1120–1025 körüli időből való. Kezelésének részletes leírása A matematika kilenc könyvben (fejezetben) c. munkában található. Hu Jue i. sz. 220-ban kiadott könyve, Az aritmetika krónikája beszámol a használatáról. A szuan-pan modern, máig használatos formája a Szung-dinasztia (960–1279) korában alakult ki.
A mongol Jüan-dinasztia (1279–1368) alatt az eszköz lassan az egész birodalom területén népszerűvé vált és a használata a Ming-dinasztia (1368–1644) idejére rendszeres lett, az algoritmusok rendszere is kialakult. Vu Csing-Hszin-Min (1450) felsorol könyvében több olyan, a Ming-dinasztia alatt kiadott könyvet, amelyek a szuan-pan használatával foglalkoznak. Ezek közül a legjelentősebbek: Van Venszu A matematika elemei (1524) és Cseng Davej A számolás általános szabályai (1592). Ugyancsak a Ming-korszakban terjedt el a kínai szuan-pan Koreában (1400 körül), Japánban (1600 körül) és az egész Távol-Keleten.

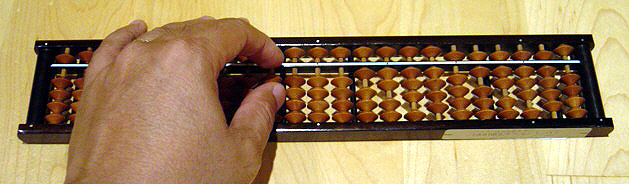
Japán szorobán

A Ming-dinasztia idején kialakult szuan-pan felső részén egy, alul öt korong volt. Ilyent találtak Lu Vej-zsen (1543–1610) sírjában. A Csing-dinasztia (1644–1912) alatt jelent meg a mai elrendezésnek megfelelő modell, amelyen fent (a Mennyben!) két, lent (a Földön!) öt korong található. A japán soroban viszont fent egy és lent csak négy korongot tartalmaz.
A távol-keleti iskolákban a kisdiákok az alapműveleteket a szuan-pan, soroban stb. kezelésével együtt sajátítják el. Vannak speciális iskolák, ahol bonyolultabb számítások (pl. négyzet- és köbgyökvonás) gyors elvégzését is oktatják mind decimális, mind hexadecimális számrendszer használata mellett.

### India
Az első századból származó források, mint pl. az Abhidharmakosa beszámolnak arról, hogy az eszközt ismerik és használják. Az 5. századra tehető az a hindi újítás, amelyet az abakusz tartalmának lejegyzésére használtak. Ilyen feljegyzésekben az üresen álló rudak jelzésére a sunja (semmi, zérus) szót alkalmazták.

### Oroszország

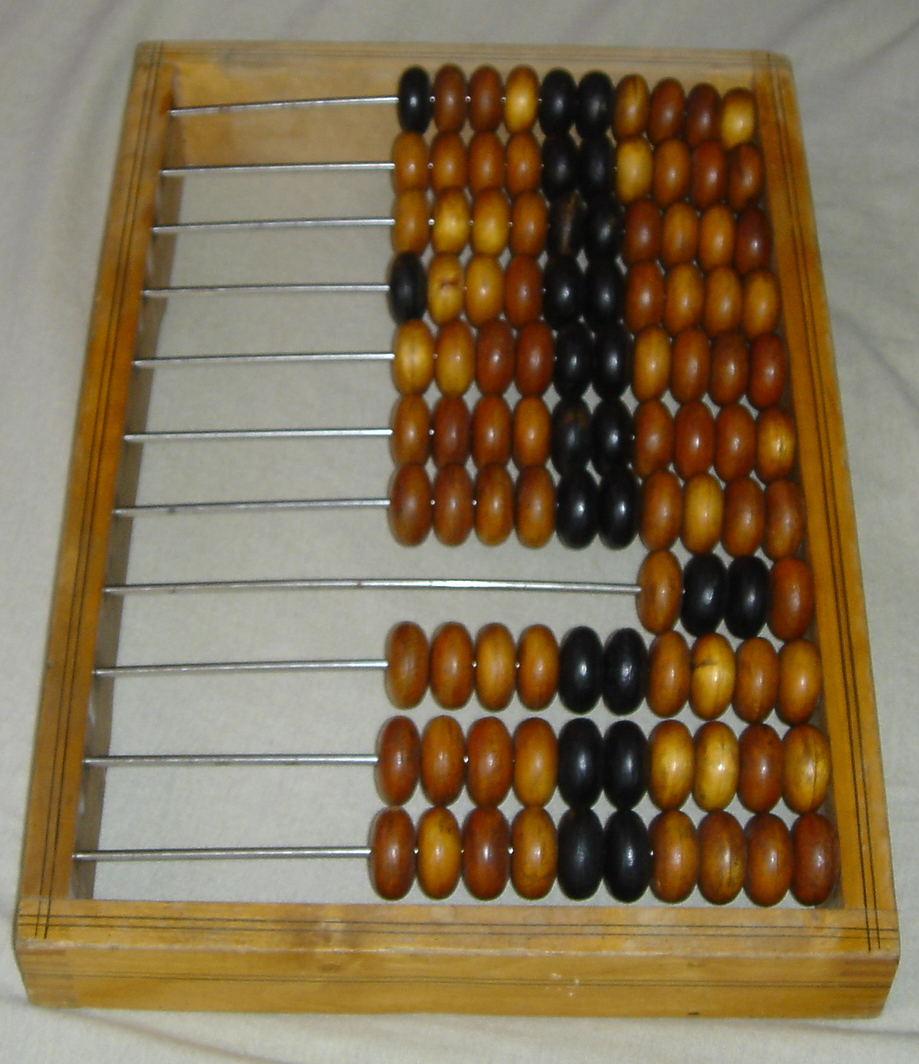
Orosz szcsoti (счёты)

Már a 15. században, a középkor végén, a mongolok és a tatárok révén eljutott az abakusz Kínából az Orosz Birodalomba, és a szcsoti az európai hatást is magába olvasztva terjedt el az országban. A szuan-pan és a soroban elrendezésétől eltérően használat közben nem függőlegesek, hanem vízszintesek a helyi értékeket képviselő rudak, s a golyókat az antik európai mintának megfelelően jobbról balra mozgatják. Az alsó 3 sor a tizedes helyi értékeket képviseli. A következő sor a tizedes jelet szimbolizálja, az itt levő négy golyót a ¼,½,¾ részek beállítására használják. Az ábrán látható szabványos modellen {\displaystyle 10^{7}-1=9999999} egész és {\displaystyle 0,999} törtrész állítható be.

### Amerika

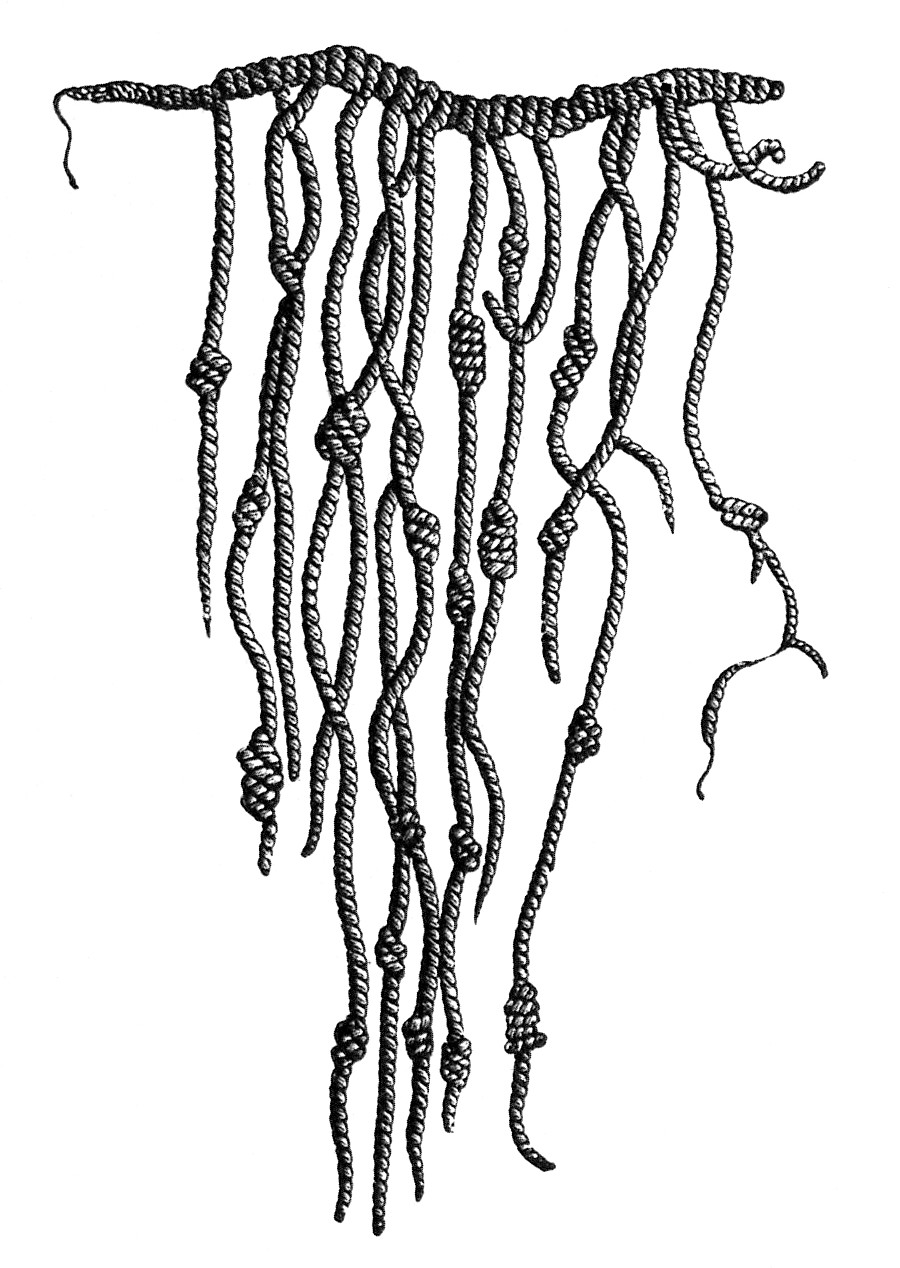
Inka kipu

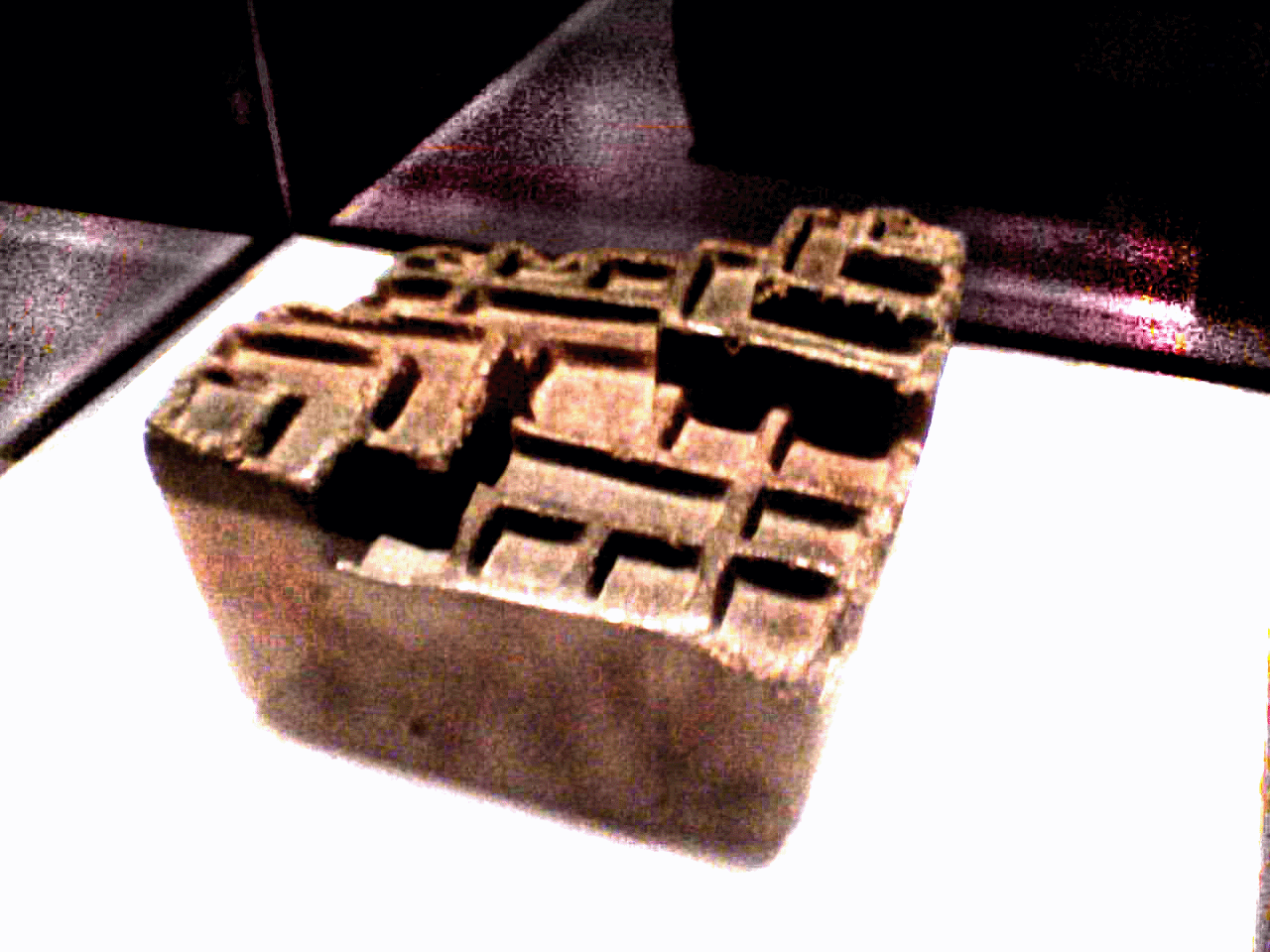
Inka yupana

Az inka birodalom (Kolumbia, Ecuador, Peru, Bolívia, Argentína és Chile) területén az óvilági írásbeliséget a kipu helyettesítette a távoli vidékek közötti kommunikációban és a számadatok feljegyzésében. A számolásra azonban nem ez, hanem a yupana, számolóeszköz (kecsua) szolgált, mely a spanyol hódításig használatban volt. Sajnos a kezelés módját nem sikerült megfejteni, ám annyit megtudtak több példány összevetéséből, hogy a számrendszerük az {\displaystyle 1,1,2,3,5,\dots } Fibonacci-sorozatra és a 10, 20 és 40 hatványaira épült. Így a nagy számok reprezentálására szükséges golyók száma minimális.
A Közép-Amerika mexikói a nepohueltzitzin nevű azték komputert, amelynek a fonalain kukoricaszemek helyettesítették az abakusz korongjait, kezelték nagy ügyességgel és sebességgel. Maga a szó a nahuatl nyelven a pohual (számolni) és a tzintzin (apróságok) szavakból képzett összetétel, körülbelül az egyforma kis tárgyakon számoló valaki jelentéssel. A helyi értékek a 20-as számrendszernek megfelelően emelkedtek. Sajnos Mexikó 1521-es meghódítása után használata feledésbe merült. Találtak olyan ábrázolásokat, ahol a nepohueltzitzin magvait nemesebb anyagból (jáde, arany stb.) készült golyók helyettesítették. A leletek az egész prekolumbián kultúra területéről, azték, olmék, maja forrásokból származnak.

## Érdekességek

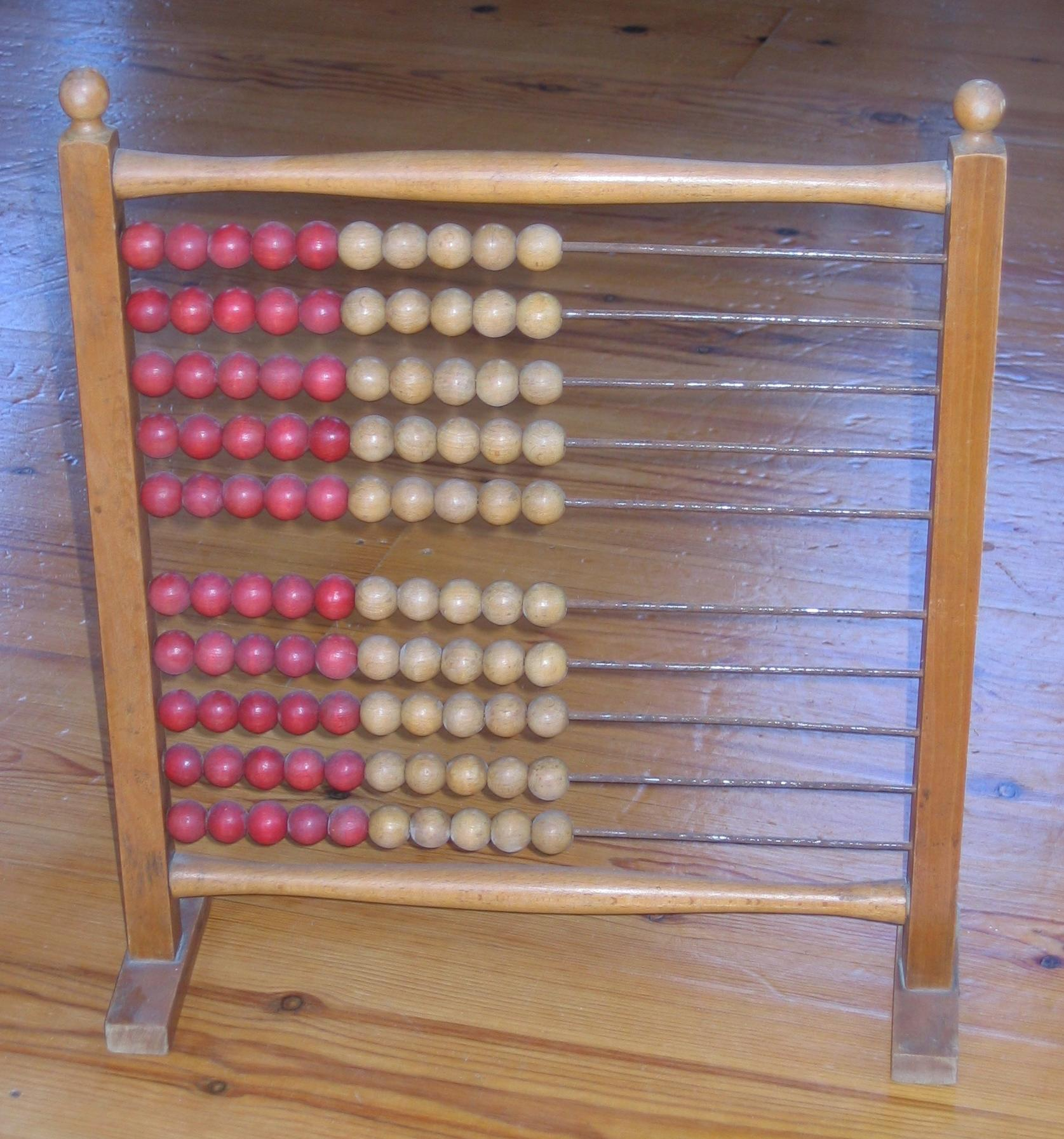
Iskolai számológép Dániában

- Az iskolai golyós számológépet a világ nagy részén használják az iskolákban a számolás elemeinek oktatására. Néhány előkészítő óvodában, sőt a tipegő kisgyerekek játékaiként is találkozhatunk egyszerűsített változataival.
- A vak gyerekeknek különleges abakuszokkal tanítják a számolás elemeit. Ez az általános kiviteltől abban tér el, hogy a rúdjain a beállított korongok nem csúsznak el könnyen, és ezzel véletlen elmozdulásuk elkerülhető.
- A Japánt megszálló amerikai hadsereg lapja, a Stars and Stripes 1946. november 12-én egy versenyt szervezett, amelyen a japán Macuzaki Kijosi (közlekedési miniszter) szorobannal, a jenki Thomas Nathan Wood (katona) elektromechanikus számológéppel állt rajthoz. Az öt menetből négyet a japán nyert meg, csak a szorzási feladatban maradt alul.
- Az IBM svájci laboratóriumában Maria Teresa Cuberes, James K. Gimzewski és Reto R. Schlittler 1996. november 13-án készítettek egy olyan abakuszt, aminek a korongjait molekulák alkották. A teljes méret a milliméter milliomodrészénél is kisebb volt és a szemeket mozgató ujjat egy STM (Scanning Tunneling Microscope) képviselte.
- Az azték komputeren 13 sorban 7-7 szemet találunk, tehát egy nepohualtzintzin 91 szemet tartalmaz. Ennyi nap van egy negyedévben. Négy nepohualtzintzin egy év, két nepohualtzintzin (182 nap) a kukorica tenyészideje, három nepohualtzintzin (9 hónap) egy gyermek kihordásának ideje.